# Áron Szilágyi
Áron Szilágyi (ur. 14 stycznia 1990 w Budapeszcie) – węgierski szablista, pięciokrotny medalista igrzysk olimpijskich, wielokrotny medalista mistrzostw świata i Europy.
Walczy prawą ręką. W 2007 roku zdobył srebro w indywidualnej rywalizacji kadetów na mistrzostwach świata juniorów w Belek. Na rozgrywanych rok później mistrzostwach świata juniorów w Acireale zdobył złoto drużynowo. Następnie był drugi indywidualnie i pierwszy drużynowo na mistrzostwach świata juniorów w Belfaście w 2009 roku. Ponadto zdobył brąz indywidualnie na mistrzostwach świata juniorów w Baku z 2010 roku.
Wystartował na igrzyskach olimpijskich w Pekinie w 2008 roku, gdzie był siódmy drużynowo i piętnasty indywidualnie. W 2012 roku zdobył złoty medal indywidualnie na igrzyskach olimpijskich w Londynie, pokonując w finale Włocha Diego Occhiuzziego 15:8. Cztery lata później, na igrzyskach olimpijskich w Rio de Janeiro obronił tytuł mistrzowski, w finale wygrywając z Darylem Homerem z USA 15:8. Ponadto podczas igrzysk olimpijskich w Tokio ponownie triumfował indywidualnie, tym razem w finale wygrywając z Włochem Luigim Samele 15:7. Na tej samej imprezie, razem z Andrásem Szatmárim, Tamásem Decsim i Csanádem Gémesim zdobył także brązowy medal w drużynie. 
Wielokrotnie zdobywał medale mistrzostw świata w drużynie, w tym złote na MŚ w Petersburgu (2007) i MŚ w Mediolanie (2023), srebrne podczas MŚ w Rio de Janeiro (2016), MŚ w Lipsku (2017), MŚ w Budapeszcie (2019) i MŚ w Kairze (2022) oraz brązowe na MŚ w Antalyi (2009), MŚ w Kazaniu (2014) i MŚ w Wuxi (2018). Ponadto zwyciężył indywidualnie na MŚ w Kairze (2022) oraz był trzeci na MŚ w Budapeszcie (2013) i MŚ w Mediolanie (2023).
Wielokrotnie też zdobywał medale mistrzostw Europy, w tym złote indywidualnie podczas mistrzostw Europy w Montreux (2015) oraz drużynowo na mistrzostwach Europy w Nowym Sadzie (2018) i mistrzostwach Europy w Antalyi (2022).
Zdobył również brązowy medal w turnieju indywidualnym na igrzyskach europejskich w Krakowie w 2023 roku.
W 2016 roku był chorążym reprezentacji Węgier podczas ceremonii otwarcia IO w Rio de Janeiro.

## Puchar Świata
- zwycięstwa 5
- drugie miejsce 4
- trzecie miejsce 4
- Suma 13[29]